# Rhodophthitus simplex
Rhodophthitus simplex là một loài bướm đêm trong họ Geometridae.